# Junior Bowl (Deutschland)

Logo des Junior Bowls 2009

Der Junior Bowl ist das Endspiel um den Titel des Deutschen Jugendmeisters im American Football. Bis 2000 spielten die regionalen Meister der Landesverbände eine KO-Runde aus. Seit 2001 wird der Titel in der GFL Juniors vergeben. Aktueller Titelträger und Rekordmeister sind die Düsseldorf Panther, die an 23 von insgesamt 42 Junior Bowls teilnahmen und 18 Mal das Finale gewannen.

## Junior Bowls
| Nr.     | Datum         | Sieger                                          | Vizemeister                                     | Ergebnis                                        | Austragungsort                                  | Zuschauer                                       | Bemerkung                                       |
| ------- | ------------- | ----------------------------------------------- | ----------------------------------------------- | ----------------------------------------------- | ----------------------------------------------- | ----------------------------------------------- | ----------------------------------------------- |
| I       | 1982          | Düsseldorf Panther                              | Cologne Crocodiles                              | 13:60                                           | Köln                                            |                                                 | Inoffizielles Meisterschaftsturnier             |
| II      | 1983          | Cologne Crocodiles                              | München Rangers                                 | 13:60                                           | Rüsselsheim                                     |                                                 | 1. offizielle Deutsche Jugendmeisterschaft      |
| III     | 1984          | Düsseldorf Bulldozer                            | München Rangers                                 | 19:00                                           | Düsseldorf                                      |                                                 |                                                 |
| IV      | 1985          | Düsseldorf Panther                              | Noris Rams                                      | 50:19                                           | Nürnberg                                        |                                                 |                                                 |
| V       | 1986          | Düsseldorf Panther                              | Munich Cowboys                                  | 22:00                                           | Köln                                            |                                                 |                                                 |
| VI      | 1987          | Düsseldorf Panther                              | Munich Cowboys                                  | 19:14                                           | Mainz                                           |                                                 |                                                 |
| VII     | 1988          | Düsseldorf Panther                              | Würzburg Pumas                                  | 27:80                                           | Hannover                                        |                                                 |                                                 |
| VIII    | 1989          | Berlin Adler                                    | Kempten Comets                                  | 36:12                                           | Nürnberg                                        |                                                 |                                                 |
| IX      | 1990          | Berlin Adler                                    | Ansbach Grizzlies                               | 28:00                                           | Düsseldorf                                      | 400                                             |                                                 |
| X       | 1991          | Düsseldorf Panther                              | Darmstadt Diamonds                              | 22:12                                           | Hamburg                                         |                                                 |                                                 |
| XI      | 1992          | Berlin Rebels                                   | Stuttgart Scorpions                             | 38:60                                           | Hannover                                        | 2.734                                           |                                                 |
| XII     | 1993          | Cologne Crocodiles                              | Regensburg Royals                               | 44:60                                           | Stuttgart                                       |                                                 |                                                 |
| XIII    | 1994          | Berlin Adler                                    | Frankfurt Gamblers                              | 22:00                                           | Rüsselsheim                                     | 1.340                                           |                                                 |
| XIV     | 1995          | Darmstadt Diamonds                              | Düsseldorf Panther                              | 19:13                                           | Stuttgart                                       | 700                                             |                                                 |
| XV      | 1996          | Berlin Rebels                                   | Munich Cowboys                                  | 41:12                                           | Aschaffenburg                                   | 500                                             |                                                 |
| XVI     | 1997          | Berlin Adler                                    | Schwäbisch Hall Unicorns                        | 33:00                                           | Hamburg                                         | 770                                             |                                                 |
| XVII    | 1998          | Düsseldorf Panther                              | Darmstadt Diamonds                              | 13:90                                           | Braunschweig                                    | 1.400                                           |                                                 |
| XVIII   | 1999          | Hamburg Junior Devils                           | Stuttgart Scorpions                             | 43:00                                           | Hanau                                           | 832                                             |                                                 |
| XIX     | 2000          | Berlin Rebels                                   | Darmstadt Diamonds                              | 19:14                                           | Hanau                                           | 782                                             |                                                 |
| XX      | 2001          | Darmstadt Diamonds                              | Stuttgart Scorpions                             | 13:60                                           | Koblenz                                         | 700                                             |                                                 |
| XXI     | 2002          | Düsseldorf Panther                              | Darmstadt Diamonds                              | 61:26                                           | Düsseldorf                                      | 700                                             |                                                 |
| XXII    | 2003          | Düsseldorf Panther                              | Darmstadt Diamonds                              | 40:00                                           | Schwäbisch Hall                                 | 583                                             |                                                 |
| XXIII   | 2004          | Düsseldorf Panther                              | Franken Knights                                 | 47:70                                           | Düsseldorf                                      | 1.200                                           |                                                 |
| XXIV    | 2005          | Düsseldorf Panther                              | Franken Knights                                 | 48:10                                           | Düsseldorf                                      | 1.050                                           |                                                 |
| XXV     | 2006          | Düsseldorf Panther                              | Berlin Adler                                    | 26:70                                           | Düsseldorf                                      | 1.530                                           |                                                 |
| XXVI    | 2007          | Düsseldorf Panther                              | Stuttgart Scorpions                             | 47:26                                           | Warsteiner Hockeypark, Mönchengladbach          | 1.943                                           |                                                 |
| XXVII   | 28. Juni 2008 | Düsseldorf Panther                              | Stuttgart Scorpions                             | 49:30                                           | Warsteiner Hockeypark, Mönchengladbach          | 1.500                                           | [ 1 ]                                           |
| XXVIII  | 20. Juni 2009 | Berlin Adler                                    | Köln Falcons                                    | 21:14                                           | Warsteiner Hockeypark, Mönchengladbach          | 1.051                                           | [ 2 ]                                           |
| XXIX    | 27. Juni 2010 | Düsseldorf Panther                              | Hamburg Young Huskies                           | 17:70                                           | Friedrich-Ludwig-Jahn-Sportpark, Berlin         | 513                                             | [ 3 ]                                           |
| XXX     | 23. Juli 2011 | Köln Falcons                                    | Düsseldorf Panther                              | 24:18 n. V.                                     | Köln                                            | 4.362                                           | [ 4 ]                                           |
| XXXI    | 22. Juli 2012 | Köln Falcons                                    | Cologne Crocodiles                              | 40:13                                           | Köln                                            | 2.350                                           | [ 5 ]                                           |
| XXXII   | 27. Juli 2013 | Saarland Hurricanes                             | Cologne Crocodiles                              | 26:25                                           | Bezirkssportanlage Benrath, Düsseldorf          | 1.872                                           | [ 6 ]                                           |
| XXXIII  | 3. Aug. 2014  | Cologne Crocodiles                              | Düsseldorf Panther                              | 37:00                                           | Bezirkssportanlage Benrath, Düsseldorf          | 2.328                                           | [ 7 ]                                           |
| XXXIV   | 15. Aug. 2015 | Cologne Crocodiles                              | Dortmund Giants                                 | 36:14                                           | Bezirkssportanlage Chorweiler, Köln             | 1.800                                           | [ 8 ]                                           |
| XXXV    | 31. Juli 2016 | Schwäbisch Hall Unicorns                        | Cologne Crocodiles                              | 24:21                                           | Optima Sportpark, Schwäbisch Hall               | 1.750                                           | [ 9 ]                                           |
| XXXVI   | 26. Aug. 2017 | Paderborn Dolphins                              | Düsseldorf Panther                              | 27:22                                           | Hermann-Löns-Stadion, Paderborn                 |                                                 | [ 10 ]                                          |
| XXXVII  | 4. Aug. 2018  | Paderborn Dolphins                              | Düsseldorf Panther                              | 21:14                                           | Stuttgart                                       |                                                 |                                                 |
| XXXVIII | 24. Aug. 2019 | Cologne Crocodiles                              | Wiesbaden Phantoms                              | 57:18                                           | Optima Sportpark, Schwäbisch Hall               | 935                                             | [ 11 ]                                          |
|         | 2020          | keine Austragung aufgrund der COVID-19-Pandemie | keine Austragung aufgrund der COVID-19-Pandemie | keine Austragung aufgrund der COVID-19-Pandemie | keine Austragung aufgrund der COVID-19-Pandemie | keine Austragung aufgrund der COVID-19-Pandemie | keine Austragung aufgrund der COVID-19-Pandemie |
| XXXIX   | 13. Nov. 2021 | Cologne Crocodiles                              | Fursty Razorbacks                               | 21:70                                           | Bezirkssportanlage Chorweiler, Köln             | 1.179                                           | [ 12 ]                                          |
| XL      | 3. Sep. 2022  | Düsseldorf Panther                              | Berlin Adler                                    | 23:60                                           | Bezirkssportanlage Benrath, Düsseldorf          | 3.000                                           | [ 13 ]                                          |
| XLI     | 27. Aug. 2023 | Düsseldorf Panther                              | Berlin Adler                                    | 30:26                                           | Bezirkssportanlage Benrath, Düsseldorf          |                                                 | [ 14 ]                                          |
| XLII    | 8. Sep. 2024  | Düsseldorf Panther                              | Berlin Adler                                    | 36:0 w                                          | Poststadion, Berlin                             |                                                 | Berlin sagte die Teilnahme ab                   |

## Rangliste nach Teams
| Rang | Verein                   | Siege | Teilnahmen |
| ---- | ------------------------ | ----- | ---------- |
| 1    | Düsseldorf Panther       | 18    | 23         |
| 2    | Cologne Crocodiles       | 6     | 10         |
| 3    | Berlin Adler             | 5     | 9          |
| 4    | Berlin Rebels            | 3     | 3          |
| 5    | Darmstadt Diamonds       | 2     | 7          |
| 6    | Cologne Falcons          | 2     | 3          |
| 7    | Paderborn Dolphins       | 2     | 2          |
| 8    | Schwäbisch Hall Unicorns | 1     | 2          |
| 9    | Saarland Hurricanes      | 1     | 1          |
| 9    | Hamburg Junior Devils    | 1     | 1          |
| 9    | Düsseldorf Bulldozer     | 1     | 1          |
| 12   | Stuttgart Scorpions      | 0     | 5          |
| 13   | Munich Cowboys           | 0     | 3          |
| 14   | Franken Knights          | 0     | 2          |
| 14   | München Rangers          | 0     | 2          |